# Séneujols
Séneujols ist eine französische Gemeinde mit 301 Einwohnern (Stand 1. Januar 2022) im Département Haute-Loire in der Region Auvergne-Rhône-Alpes (vor 2016 Auvergne). Die Gemeinde gehört zum Arrondissement Le Puy-en-Velay und zum Kanton Velay volcanique. 

## Geographie
Séneujols liegt etwa 14 Kilometer südwestlich von Le Puy-en-Velay im Zentralmassiv.

### Nachbargemeinden
Umgeben wird Séneujols von den Nachbargemeinden Bains im Norden, Saint-Christophe-sur-Dolaizon im Nordosten, Cayres im Süden und Osten sowie Saint-Jean-Lachalm im Westen.

## Bevölkerungsentwicklung
| Jahr                       | 1962 | 1968 | 1975 | 1982 | 1990 | 1999 | 2006 | 2011 | 2017 |
| Einwohner                  | 367  | 366  | 312  | 255  | 238  | 270  | 290  | 306  | 310  |
| Quellen: Cassini und INSEE |      |      |      |      |      |      |      |      |      |

## Sehenswürdigkeiten

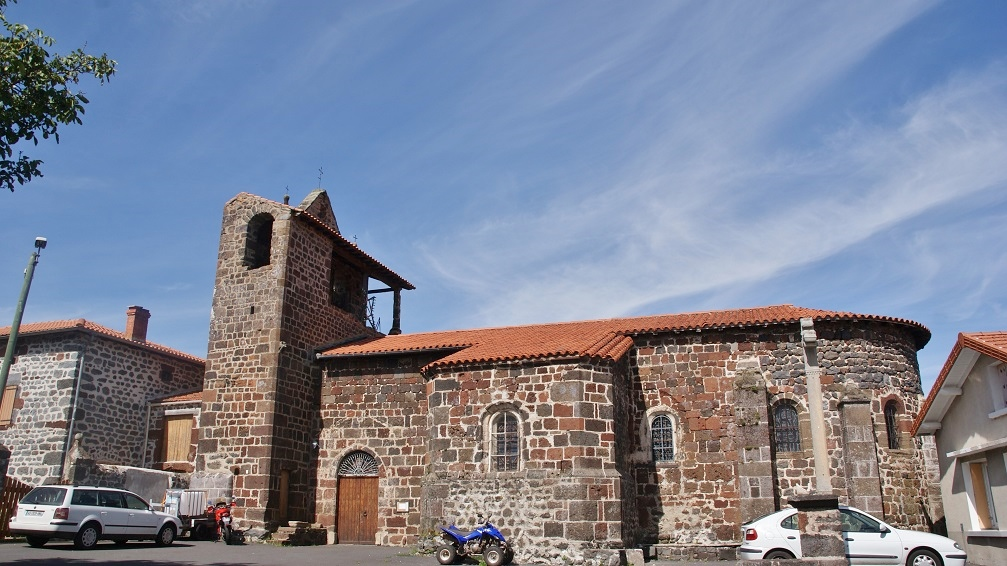
Kirche Sainte-Anne

- Dolmen
- Kirche Sainte-Anne
- Schloss Séneujols